# Sant Jordi de Mughni
Sant Jordi de Mughni (en armeni: Մուղնի Սուրբ Գեւորգ) és un monestir armeni situat a Aragatsotn, a la localitat de Mughni, hui dins el territori de la comunitat urbana d'Astarak, no gaire lluny del congost del Kasagh.
Fundat al segle XIV, el monestir es va  reconstruir del 1661 al 1669. L'edifici principal n'és l'església Sourp Gevorg ('Sant Jordi'), completat amb una galeria, i envoltat de murs.

## Situació geogràfica
Situat en un altiplà amb vista al riu Kasagh, Sant Jordi de Moughni es troba al poble de Mughni, a 2 km al nord-est d'Astarak, hui inclòs al territori d'Aragatsotn, a Armènia. Erevan se'n troba a 20 km al sud-est.
Històricament, Sant Jordi és al cantó d'Aragatsotn de la província d'Airarat, una de les quinze províncies de l'Armènia històrica segons el geògraf armeni del segle VII Ananies de Xirak.

## Història
El monestir data del segle XIV; va ser reconstruït, però, en el període iranià del 1661 al 1669 per l'arquitecte Isaac Khizanetsi, sota l'impuls del vardapet Joan. Una oda de Saiat-Novà, oda núm. 45 de les Odes armènies, en dona una versió, probablement escrita durant la seua reconstrucció.
El van restaurar al 1999.

## Edificis
L'edifici més gran n'és l'església Sourp Gevorg, amb una galeria rotonda, envoltada de murs que formen un rectangle i amb dues torres cantoneres a l'oest.

L'església de Sourp Gevorg ('Sant Jordi') és una creu inscrita amb quatre suports lliures. Evocant les esglésies del segle VII amb la cúpula desplaçada cap a ponent i els pilars cruciformes, està coronada per un tambor cilíndric sobre petxines rematades amb un paraigua. Les pedres de tuf utilitzades per a la construcció són de color gris i taronja, i formen bandes o taulers d'escacs. La decoració exterior esculpida és sobretot geomètrica: les finestres del sud, l'est i el nord estan envoltades per motllures que s'estenen en creu per sobre, mentre que les portes sud i oest s'encasten en marcs d'arc decorats amb entrellaços, estalactites i girs; aquest darrer es completa a més amb un timpà decorat amb temes vegetals i gerros. Pel que fa al tambor, quatre de les vuit finestres estan rematades pels símbols dels evangelistes. La decoració interior de l'església, contemporània, està pintada i alterna flors "al gust persa", àngels i sants.

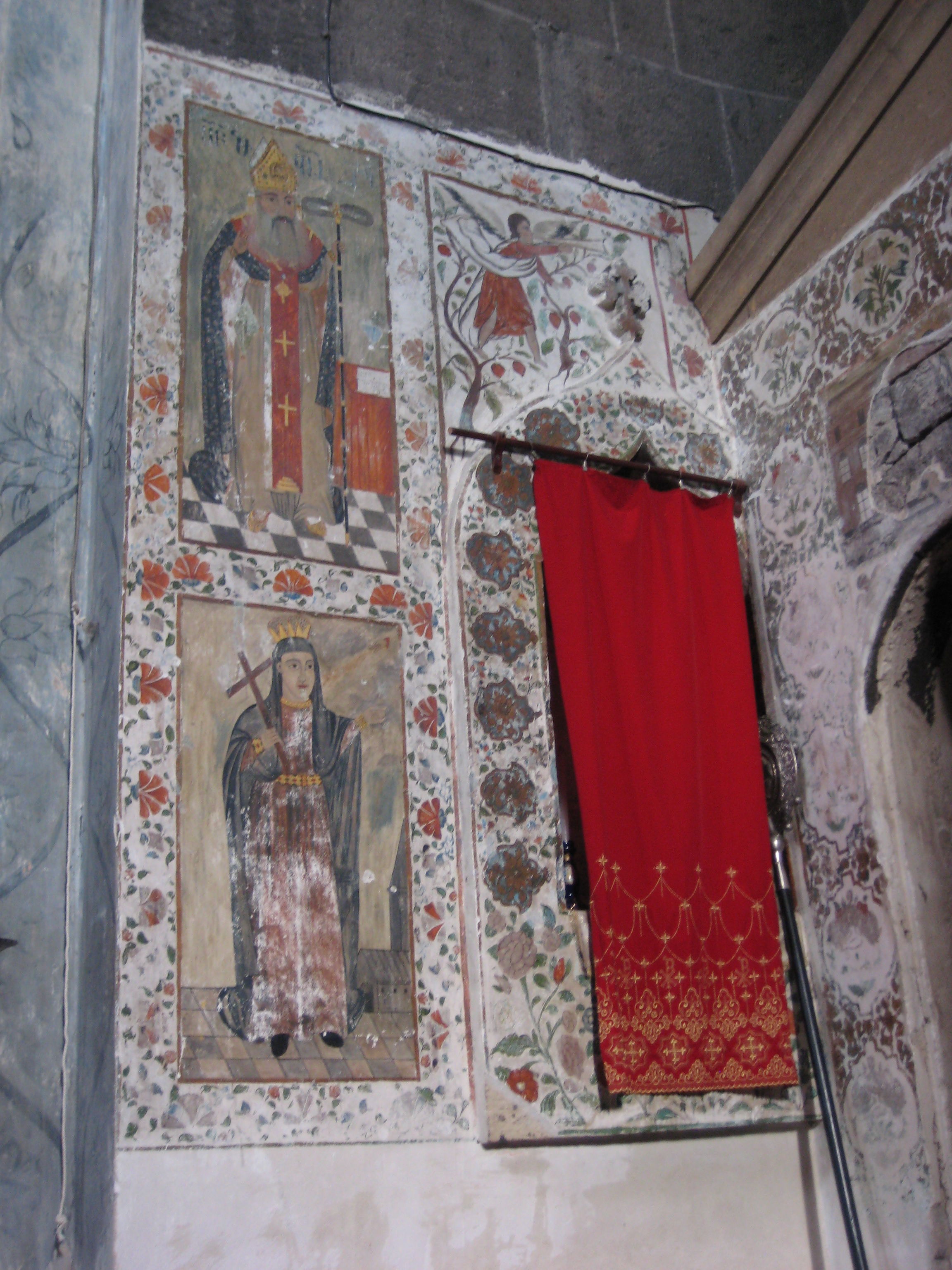
Sant Nicolau i sant Hripsime
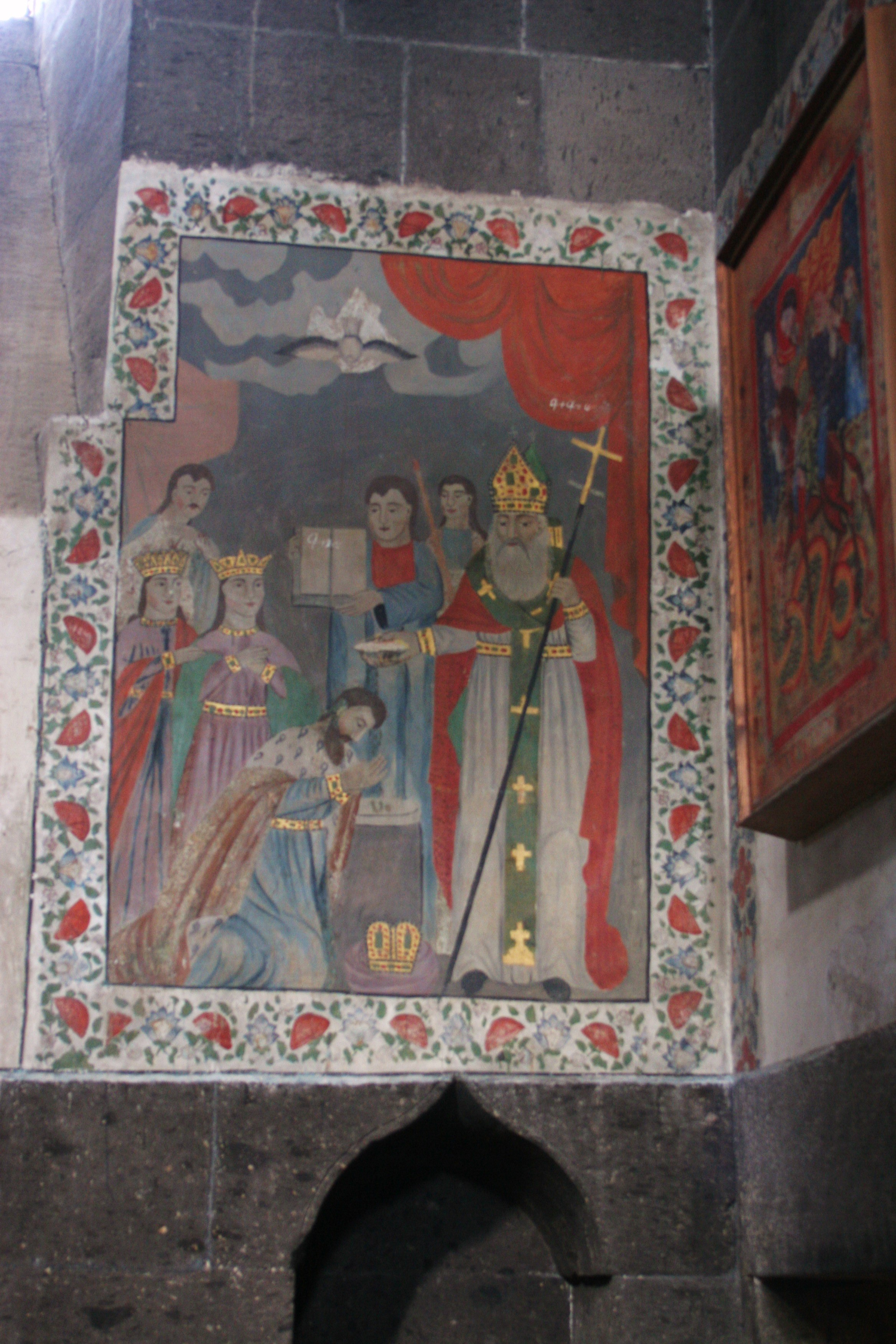
Sant Gregori Il·luminador batejant sant Tiridates III
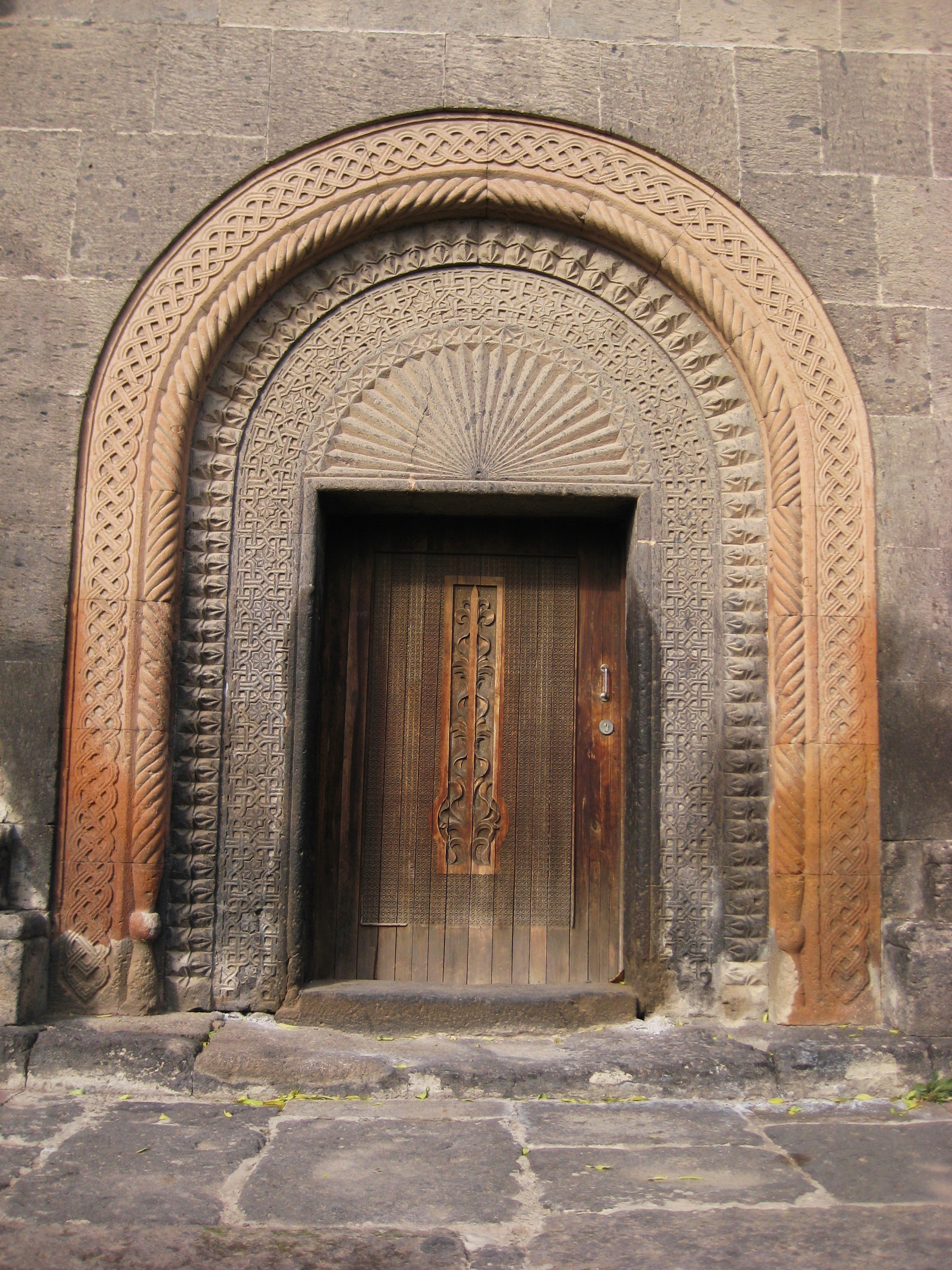
Porta sud

L'església es completa a l'oest amb una galeria contemporània de tres vans, la central, més alta, de les quals remata amb un campanar en rotonda de dotze columnes. Aquesta galeria s'obri a l'exterior per tres grans arcs.
Al nord-est, hi ha un refetor i cel·les contra les parets. També hi ha khatxkar, un dels quals és anterior i data del 986.